# Ondřej Starosta
Ondřej Starosta (Praga, 28 maggio 1979) è un ex cestista ceco.
Alto 215 cm per 114 kg, giocava come centro.

## Carriera
Con la Rep. Ceca ha disputato i Campionati europei del 2007.

## Palmarès

### Squadra
- Campionato slovacco: 1

Inter Bratislava: 2013-14
- Coppa di Slovacchia: 1

Inter Bratislava: 2015
- Copa Príncipe de Asturias: 1

Melilla: 2010

### Individuale
- MVP Liga LEB Oro: 1

Navarra: 2012-13